# 丹波市立柏原歴史民俗資料館
丹波市立柏原歴史民俗資料館（たんばしりつかいばられきしみんぞくしりょうかん）は、兵庫県丹波市にある博物館。田ステ女記念館を併設する。
柏原藩主織田家に伝来する武具、古文書、城下古絵図などの歴史資料、および柏原町（現・丹波市柏原地域）の歴史・民俗・考古に関する資料の保管・収集・調査研究・公開を目的として、国の史跡「柏原藩陣屋跡」の織田家旧邸長屋門正面に1990年5月2日に柏原町歴史民俗資料館として開館した。
1997年9月8日には江戸時代の「女六歌仙」あるいは「元禄の四俳女」の一人とされる俳人田捨女の300回忌を記念して「田ステ女記念館」が併設された。田家伝来の資料を中心に展示し、彼女の生涯を紹介している。

## 常設展示のテーマ
- 「柏原藩陣屋跡」、「栢原藩主織田家の人々」、「支配機構と経済基盤」、「教育と支配理念」、「城下の賑わい」

## 利用情報
- 開館時間 - 午前9時～午後5時（入館は4時30分まで）
- 休館日 - 月曜日（祝祭日の場合はその翌日）、年末年始（12月29日～1月3日）
- 所在地 - 〒669-3309 兵庫県丹波市柏原町柏原672

## 交通アクセス
- JR福知山線 柏原駅 徒歩8分

## 周辺情報
- 柏原藩陣屋跡 - 国の史跡（隣接）
  - 柏原藩織田家旧邸長屋門（隣接）
- 織田家廟所
- 柏原八幡神社

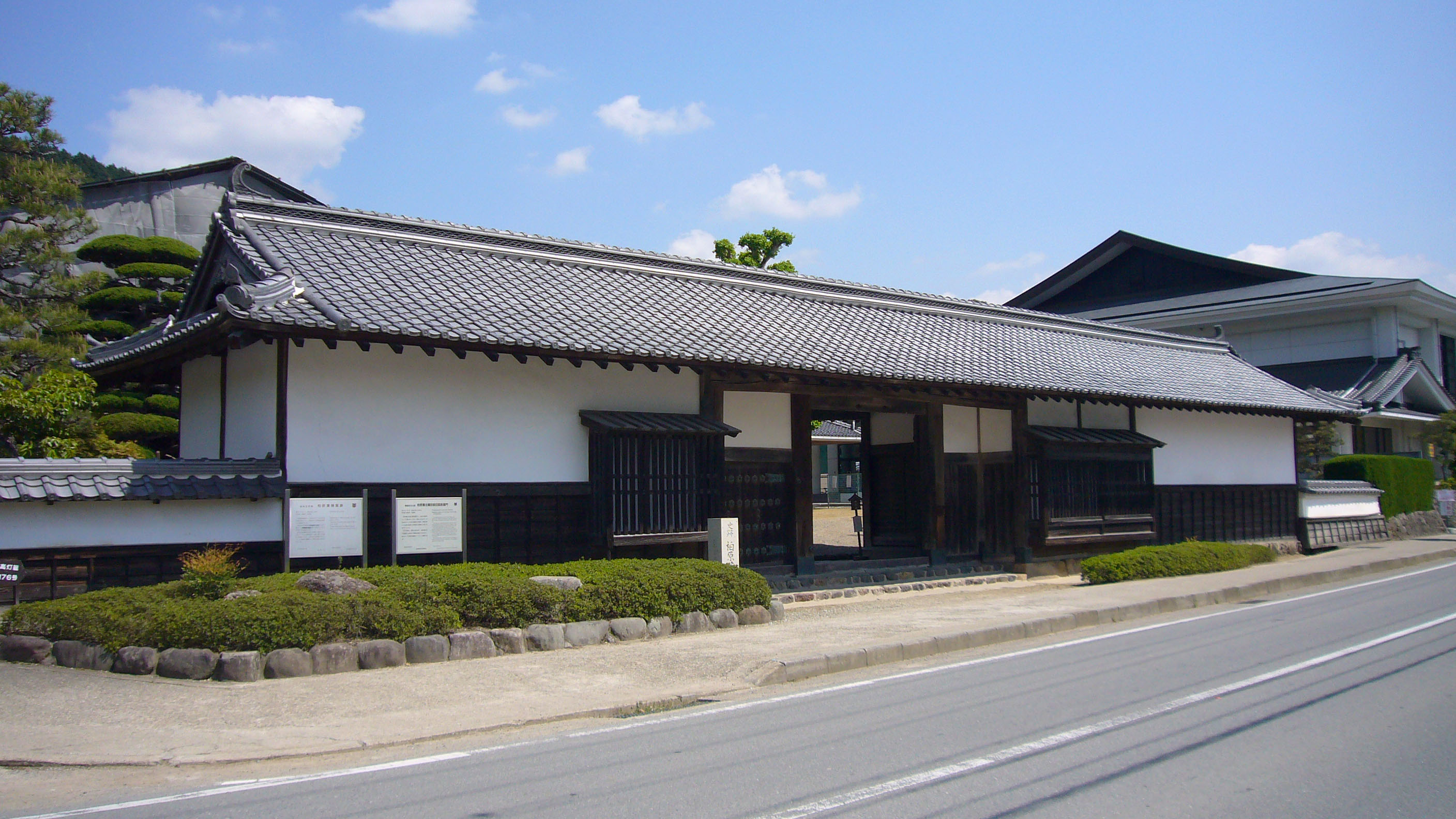
正面に位置する柏原藩織田家旧邸長屋門

- 旧氷上郡各町村組合立高等小学校 - 明治18年（1885年）築の洋風校舎建築
- 兵庫県立柏原高等学校記念館 - 明治44年（1911年）築の洋風校舎建築
- 木の根橋 - 県天然記念物
- 丹波市役所柏原支所
- 太鼓やぐら